# Saint-Barthélemy-Lestra
Saint-Barthélemy-Lestra – miejscowość i gmina we Francji, w regionie Owernia-Rodan-Alpy, w departamencie Loara.
Według danych na rok 1990 gminę zamieszkiwały 533 osoby, a gęstość zaludnienia wynosiła 48 osób/km² (wśród 2880 gmin regionu Rodan-Alpy Saint-Barthélemy-Lestra plasuje się na 1116. miejscu pod względem liczby ludności, natomiast pod względem powierzchni na miejscu 1042.).